# ماري آن ليبيرت
شركة ماري آن ليبيرت (بالإنجليزية: Mary Ann Liebert, Inc.)‏ هي شركة نشر أكاديمي أسستها رئيستها الحالية ماري آن ليبيرت عام 1980. الشركة متخصصة بنشر الدوريات العلمية والكتب والمجلات التجارية المراجعة المقارنة في مجالات الطب والأبحاث الطبية والتقانة الحيوية وعلوم الحياة والطب البديل والجراحة والقانون.
مقر الشركة يوجد في نيو روتشيلي في نيويورك في الولايات المتحدة.

## إصدارات الشركة
- AIDS Research and Human Retroviruses
- Astrobiology
- Journal of Alternative and Complementary Medicine
- DNA and Cell Biology
- Rejuvenation Research
- ماري آن ليبيرت

## روابط خارجية
- الموقع الرسمي
- مقابلة مع ماري آن ليبيرت (باللغة الإنكليزية)